# Ogbourne St George
Ogbourne St George – wieś w Anglii, w hrabstwie Wiltshire. Leży 43 km na północ od miasta Salisbury i 111 km na zachód od Londynu. W 2001 miejscowość liczyła 478 mieszkańców.